# 阿根廷毛鼻鯰
阿根廷毛鼻鯰，為輻鰭魚綱鯰形目毛鼻鯰科的其中一種。分布於南美洲阿根廷Primeiro河流域，體長可達13.6公分。

## 扩展阅读
維基物種上的相關：阿根廷毛鼻鯰